# 河原田駅
河原田駅（かわらだえき）は、三重県四日市市河原田町にある東海旅客鉄道（JR東海）・伊勢鉄道の駅である。

## 乗り入れ路線
JR東海の関西本線と伊勢鉄道の伊勢線との分岐点となっている。伊勢鉄道線普通列車は一部を除きJR関西本線四日市駅まで乗り入れる。
境界駅であるがJR - 伊勢鉄道直通の快速・特急列車は停車しない上、乗務員交代も行われず、直通の普通列車は伊勢鉄道の運転士、直通の快速・特急列車はJRの運転士・車掌が直通先も通し乗務する。
JR東海の駅としては「CJ13」、伊勢鉄道の駅としては「3」の駅番号が与えられている。
関西本線の運行形態の詳細は「関西線 (名古屋地区)」を参照。

## 歴史
- 1890年（明治23年）12月25日：関西鉄道の四日市 - 柘植間延伸時に開業[1]。一般駅[1]。
- 1907年（明治40年）10月1日：国有化[1]。
- 1915年（大正4年）12月：駅舎改築。
- 1960年（昭和35年）11月16日：貨物の取扱いを廃止[1]。
- 1973年（昭和48年）9月1日：国鉄伊勢線（現在の伊勢鉄道伊勢線）開業[1][2]。伊勢線は当駅よりやや北で分岐しているため、起点が南四日市駅となった[3]。
- 1974年（昭和49年）7月11日：荷物の取扱いを廃止[1]。無人駅化[4]。
- 1987年（昭和62年）
  - 3月27日：国鉄伊勢線が伊勢鉄道に転換[3][2]。同線の起点が南四日市駅から当駅に移行し[3]、国鉄と伊勢鉄道の共同使用駅となる[2]。
  - 4月1日：国鉄分割民営化により、国鉄の駅は東海旅客鉄道（JR東海）の駅となる[1]。
- 2003年（平成15年）3月：簡易駅舎に改築。
- 2019年（平成31年）3月2日：JR東海でICカード「TOICA」の利用が可能となる[5]。

## 駅構造
地平の相対式ホーム2面2線と築堤にある島式ホーム1面2線を使用し、相対式ホームどうしを結ぶ跨線橋がそのまま築堤との通路を兼ねる格好となっている。構内西側に駅舎がある。
地平部分1・2番線は名古屋方面 - 亀山方面間の列車が使用し、JR東海様式の駅名標が設置されている。築堤部分3・4番線は伊勢鉄道線を通る全ての列車が走行し、伊勢鉄道様式の駅名標が設置されている。
直通運転の関係でJR線四日市方面行き普通列車は地平（1番線）、築堤（3番線）のどちらからも発車する。快速みえ・特急南紀は築堤部分を通過する。
地平部分と築堤部分の線路は名古屋方で分岐している（分界点は不明）。名古屋方の分岐点はJR線から伊勢鉄道線が分岐するのではなく、JR線名古屋方面と伊勢鉄道線津方面がスルーの配線（複線）となっている。津方面は速度制限がない一方、亀山方面は分岐側（単線）であり75 km/hの速度制限がある。この関係で1・2番線だけ見ると単線区間途中にある交換駅の配線となっている。
この関係で平日朝の当駅止まりの伊勢鉄道線普通列車は、当駅3番線へ到着してからJR線南四日市駅まで一度引き上げる形となる。
JR東海亀山駅管理の無人駅となっている。

### 駅設備
すべてのホームに簡易接近放送と点字ブロックが設置されている。跨線橋手すりには点字案内がある。構内トイレはなく、駅前公衆トイレも存在しない。
2019年3月2日にTOICAが導入されたがJR線でのみ利用可能である（名古屋方面、亀山方面）。当駅まで伊勢鉄道線を利用した後にTOICAを利用してJR線に乗り換える場合、車内で伊勢鉄道線の運賃を支払った上で降車し、改札口にある簡易改札機に触れてからJRの列車に乗り換えることになる（JR→伊勢鉄道の場合は逆になるが、自動券売機が設置されていないため改札口の簡易改札機で出場処理をした後に乗車整理券を取って伊勢鉄道線の列車に乗り込むことになる）。TOICAを利用して四日市駅方面に向かう場合、伊勢鉄道の車両で運行する列車に乗ることも可能であるが、この場合でも乗車整理券を取らなければならない。

### のりば
| 番線 | 路線            | 方向 | 行先               | 備考                     |
| ---- | --------------- | ---- | ------------------ | ------------------------ |
| 1    | CJ JR関西本線   | 上り | 四日市・名古屋方面 | 亀山方面からの列車       |
| 2    | CJ JR関西本線   | 下り | 亀山方面           |                          |
| 3    | CJ JR関西本線   | 上り | 四日市方面         | 伊勢鉄道伊勢線からの直通 |
| 4    | ■伊勢鉄道伊勢線 | 下り | 津方面             |                          |

- 亀山発着の快速（列車愛称なし）と区間快速は停車する（各駅停車区間）が、快速「みえ」号と特急「南紀」号は通過する。
- 日中の名古屋方面行きのパターン（毎時）
  - 普通 四日市行き（3番線発）1本：四日市駅にて快速みえ号名古屋行きに接続
  - 快速 名古屋行き（1番線発）1本：名古屋駅まで先着

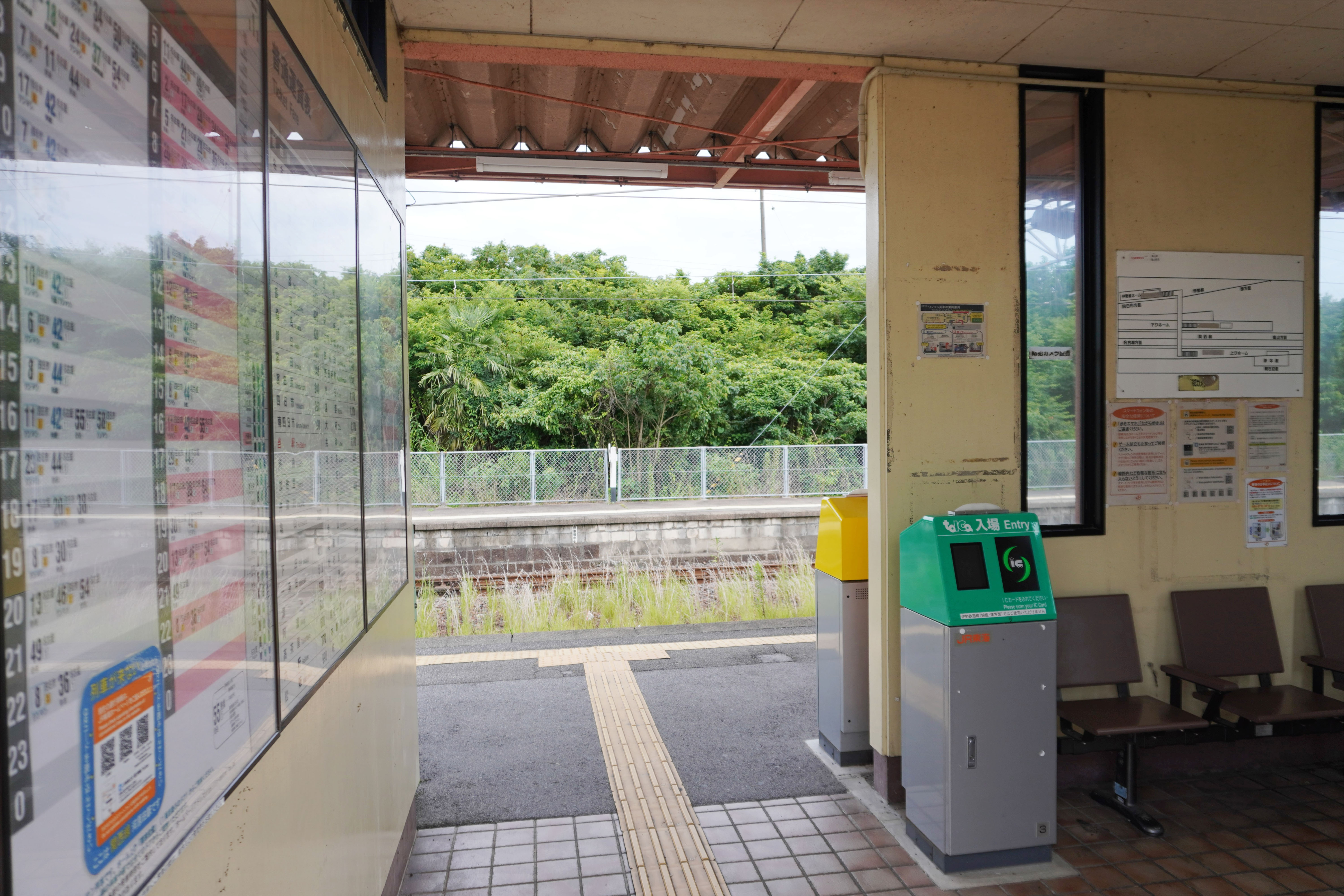
改札口（2023年7月）
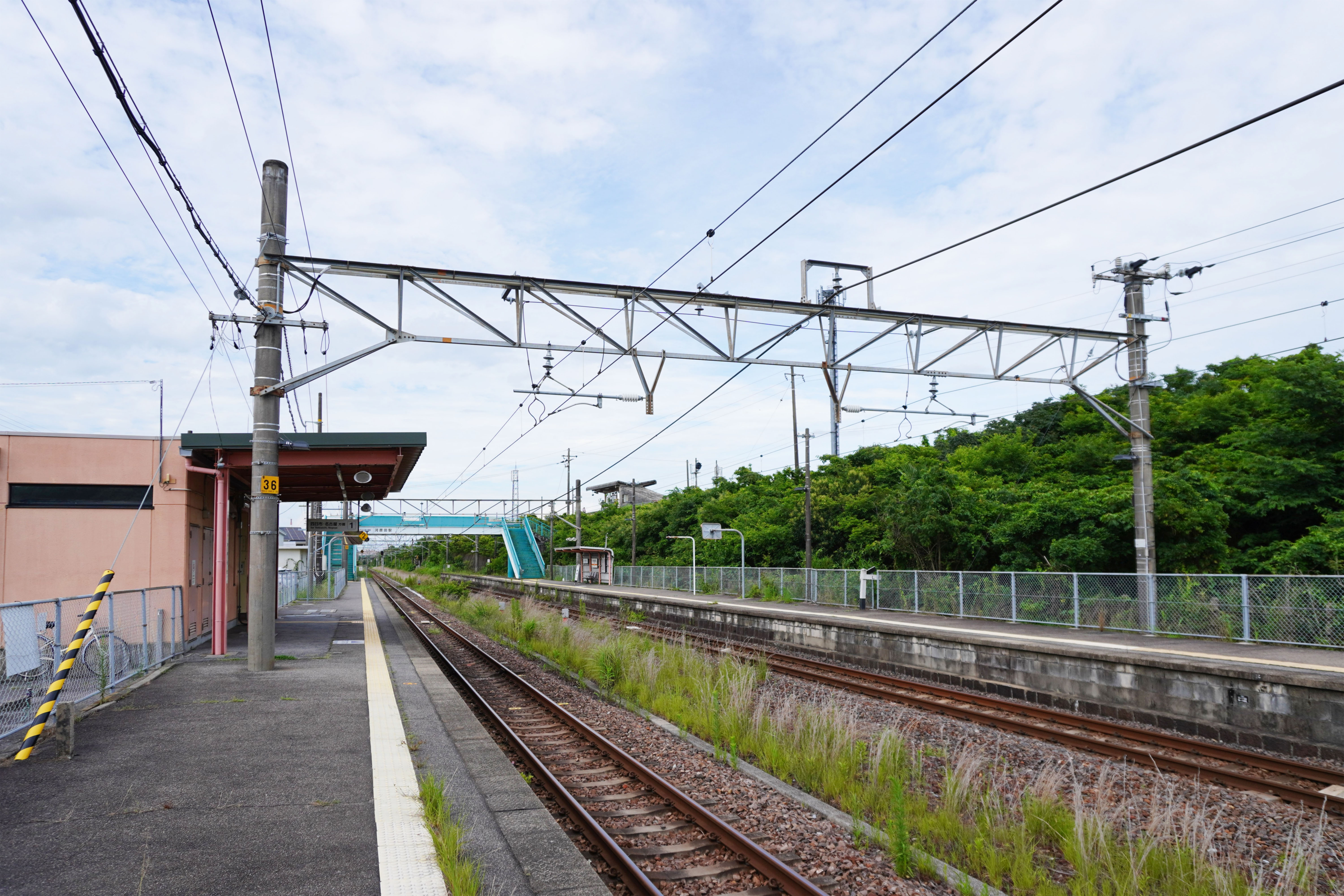
1・2番線ホーム（2023年7月）
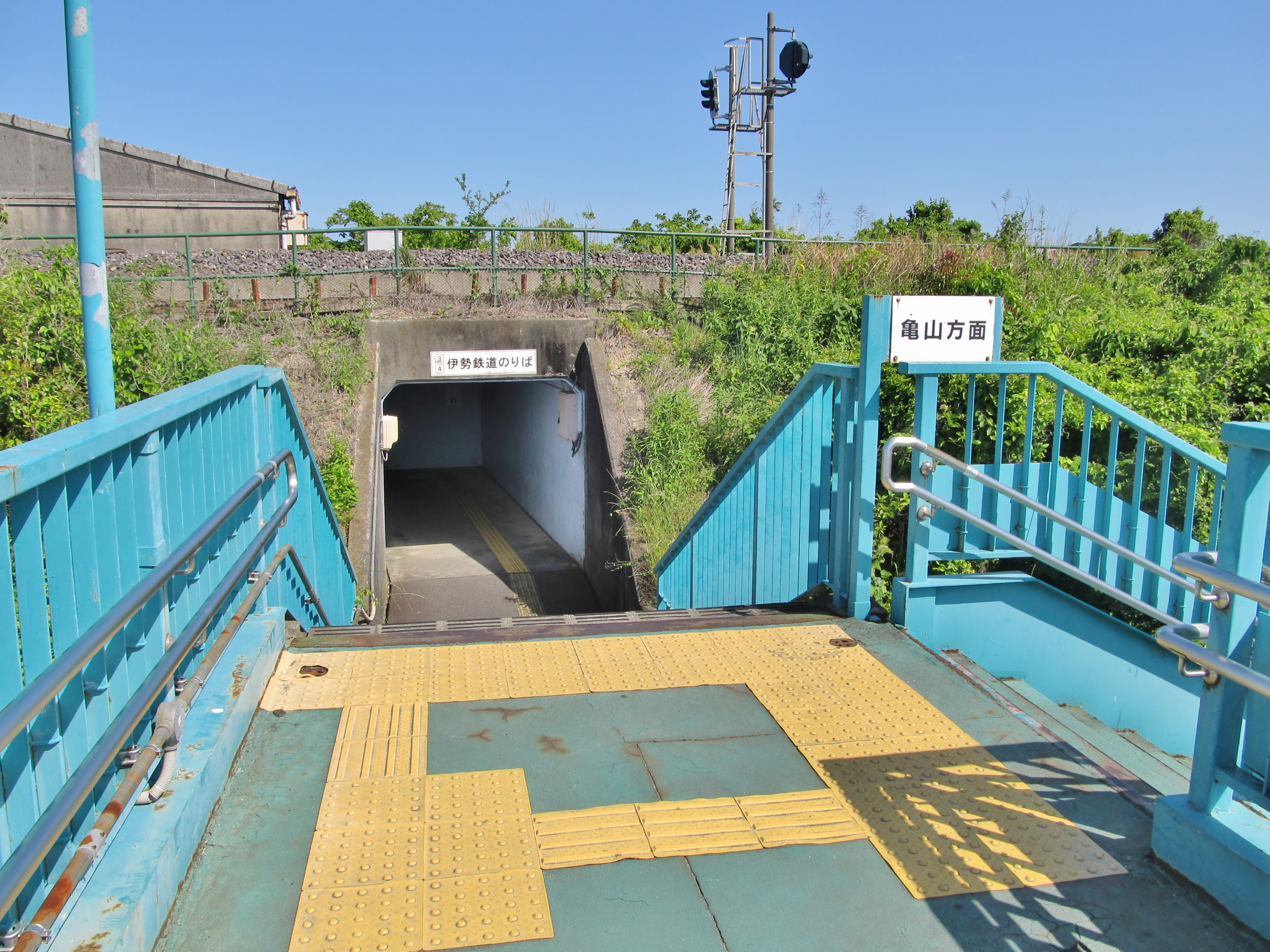
3・4番ホームへ（奥）

### 配線図
1・2番線の間にある中線は撤去されている。
|            | ↑ 津                  |        |
| ← 名古屋   | 河原田駅 構内配線略図 | → 亀山 |
| 凡例 出典: |                       |        |

## 利用状況
「三重県統計書」によると、1日の平均乗車人員は以下の通りである。
| 年度               | JR東海 | 伊勢鉄道 |
| ------------------ | ------ | -------- |
| 1997年（平成09年） | 1,807  | 1,515    |
| 1998年（平成10年） | 1,781  | 1,502    |
| 1999年（平成11年） | 1,815  | 1,509    |
| 2000年（平成12年） | 1,846  | 1,467    |
| 2001年（平成13年） | 1,773  | 1,456    |
| 2002年（平成14年） | 1,731  | 1,444    |
| 2003年（平成15年） | 1,702  | 1,412    |
| 2004年（平成16年） | 1,658  | 1,325    |
| 2005年（平成17年） | 1,768  | 1,432    |
| 2006年（平成18年） | 1,915  | 1,688    |
| 2007年（平成19年） | 1,961  | 1,770    |
| 2008年（平成20年） | 1,987  | 1,805    |
| 2009年（平成21年） | 1,943  | 1,705    |
| 2010年（平成22年） | 1,934  | 1,695    |
| 2011年（平成23年） | 1,948  | 1,723    |
| 2012年（平成24年） | 2,122  | 1,859    |
| 2013年（平成25年） | 2,339  | 2,027    |
| 2014年（平成26年） | 2,125  | 1,863    |
| 2015年（平成27年） | 2,116  | 1,820    |
| 2016年（平成28年） | 2,112  | 1,850    |
| 2017年（平成29年） | 2,145  | 1,841    |
| 2018年（平成30年） | 2,183  | 1,862    |
| 2019年（令和元年） | 2,127  | 1,779    |
| 2020年（令和2年）  | 1,237  | 819      |
| 2021年（令和3年）  | 1,364  | 968      |
| 2022年（令和4年）  | 1,830  | 1,393    |
| 2023年（令和5年）  | 2,133  | 1,730    |

伊勢鉄道は津駅に次いで利用客が多く計上されているが、これは形式上当駅で乗降したとみなされるJR直通列車の通過旅客の数を含むため、実際の乗降客は統計よりも大幅に少ない。

## 駅周辺
鈴鹿市の高岡団地等も駅勢圏に入る。
- 四日市市役所河原田地区市民センター
- 三重県立四日市農芸高等学校
- 四日市市立河原田小学校
- 四日市河原田郵便局
- JAみえきた河原田支店
- スーパーサンシ本社
- 日本トランスシティ河原田倉庫
- 北勢地方卸売市場
- 鈴鹿川

### バス路線
三重交通が近鉄四日市駅から鈴鹿市駅へ至る20系統 鈴鹿四日市線を走らせていたが、2018年3月31日の運行をもって廃止となった。
現在、最も近いバス停留所はこにゅうどうくんライナーの「釆女が丘四丁目」であるが、2 kmほど離れている。

## 隣の駅
東海旅客鉄道（JR東海）
CJ 関西本線
■快速・■区間快速・■普通
南四日市駅 (CJ12) - 河原田駅 (CJ13) - 河曲駅 (CJ14)
伊勢鉄道
■伊勢線
■快速「みえ」
通過
■普通
（南四日市駅 -） 河原田駅 (3) - 鈴鹿駅 (4)